# محمد بن عمرو البختري الرزاز
أبو جعفر محمد بن عمرو بن البختري بن مدرك البغدادي الرزاز، المعروف بـابن البختري، محدث من الثقات، ولد سنة 251 هـ، وتوفي سنة 339 هـ.

## علمه بالحديث
وسمع من سعدان بن نصر، ومحمد بن عبد الملك الدقيقي، ومحمد بن عبيد الله بن المنادي، وعباس الدوري، ويحيى بن أبي طالب ،أبي بكر بن أبي خيثمة، ومحمد بن إسماعيل الترمذي، وطبقتهم.
حدث عنه : ابن منده، وابن رزقويه، وأبو الحسين بن بشران، وأبو نصر بن حسنون النرسي، وهلال الحفار، وأبو الحسن محمد بن محمد بن مخلد ، وخلق كثير.

## ثناء العلماء عليه
- قال أبو عبد الله الحاكم النيسابوري: «كان ثقة مأمونا.»
- قال الخطيب البغدادي : «كان ثقة ثبتا.»
- قال الذهبي : «وقع لنا جملة صالحة من حديثه.»